# کارافا دی کاتانتزارو
کارافا دی کاتانتزارو (به ایتالیایی: Caraffa di Catanzaro) یک کومونه در ایتالیا است که در استان کاتانزارو واقع شده‌است.

## خصوصیات
کارافا دی کاتانتزارو ۲۴ کیلومترمربع مساحت و ۱٬۹۲۰ نفر جمعیت دارد و ۴۵۰ متر بالاتر از سطح دریا واقع شده‌است.